# Centre Catòlic (Sant Joan de les Abadesses)
El Centre Catòlic de Sant Joan de les Abadesses (Ripollès) és un edifici inclòs en l'Inventari del Patrimoni Arquitectònic de Catalunya.

## Descripció
És un gran edifici amb bar, cinema-teatre a la planta baixa, múltiples sales de conferències i reunions al primer pis i en el que eren les golfes hi ha l'escola municipal de música. Encara que ha tingut moltes remodelacions interiors conserva la seva façana principal pràcticament igual, sols la porta ha canviat de lloc. És una façana d'estil eclèctic doncs, allà s'hi barregen molts estils. Les obertures, totes rectangulars, presenten ornamentació variada i línies rectes i corbes. Pedra i rajols vermells s'hi combinen formant plaques rectangulars alternant amb columnes adossades i relleus de ciment emmotllat. A la part superior hi ha cornises i damunt el teulat un element decoratiu rectangular que es remata amb un cercle amb dues boles a casa costat.

## Història
Va ser construïda el 1897-1899 per la societat Centre Catòlic, creada l'any 1887. Sempre ha tingut cafè, teatre i sales de reunions però distribuït de moltes diferents maneres. Exteriorment sols ha canviat el lloc de la porta que era ocupada el lloc d'una finestra. Durant la Guerra Civil fou confiscat i era la seu del Partit Obrer d'Unificació Marxista (POUM). Els anys seixanta del segle XX es va fer totalment nova la sala d'actes pel funcionament del cinema parroquial amb la màxima tecnologia de l'època. El seu constructor podria haver estat en Lluís Font Arnau, per la semblança amb la façana municipal i de la font que hi ha a la plaça d'en Clavé.